# بلاك بارادوكس (مانغا)
بلاك بارادوكس (باليابانية: ブラックパラドクス، بالروماجي: Burakku Paradokusu) (بالإنجليزية: Black Paradox)‏ هي مانغا يابانية من تأليف ورسم جونجي إيتو، نشرت من قبل شوغاكوكان في مجلة بيغ كوميك سبيرايتس، في عام 2009، تم تجمع فصول المانغا في مجلد تانكوبون واحد، نشر في 30 مارس 2009.

## القصة
- بلاك بارادوكس (باليابانية: ブラックパラドクス، بالروماجي: Burakku Paradokusu)

تدور أحداث القصة عن أربعة أشخاص يجتعمون في مكان واحد، ويلبسون ملابس سوداء ويحاولون الانتحار.
- امرأة اللسان (باليابانية: 舐め女، بالروماجي: Name no na)

تدور أحداث القصة عن تسويوشي الذي يسير إلى منزل خطيبته ميكو عندما تهاجمه امرأة غامضة لها لسان ضخم وتلعق وجهه ويده. يمرض تسويوشي ويموت وكذلك كلب ميكو، الذي كان قد لعق لعاب المرأة من جلد تسويوشي.
- جناح غامض (باليابانية: 怪奇パビリオン، بالروماجي: Kaiki pabirion)

## وصلات خارجية
- بلاك بارادوكس على موقع شوغاكوكان